# Centro Administrativo Nacional
El Centro Administrativo Nacional o CAN es un complejo de edificios de instituciones gubernamentales colombianas ubicado en Bogotá. En el CAN se encuentran las sedes de los Ministerios de Defensa, Transporte, Educación, la Escuela Superior de Administración Pública (ESAP), Universidad Nacional de Colombia, Agencia Nacional de Tierras (ANT), INVIAS, Policía Nacional, Indumil, Instituto Colombiano de Bienestar Familiar (ICBF), Departamento Administrativo Nacional de Estadística (DANE), Registraduría Nacional y la RTVC Sistema de Medios Públicos, entre otras. Actualmente se adelantan obras en lo que fue una sede del ISS, adquirida por la Rama Judicial de Colombia.

## Historia
El Centro Administrativo Nacional corresponde a un proyecto de vieja data del Gobierno nacional, que tenía como fin agrupar en un solo lugar a las oficinas de las entidades de gobierno. Durante la década de 1940, y con base en el plan maestro del arquitecto y urbanista Le Corbusier, se consideró demoler una buena parte del centro histórico de la ciudad para desarrollar la operación. Pero iniciativa no se concretó.
El proyecto actual surgió en 1954 durante el gobierno militar de Gustavo Rojas Pinilla. En sus inicios, contempló el traslado del palacio de gobierno, del batallón Guardia Presidencial, los trece ministerios, la sede de Inravisión y el Diario Oficial. Se encargó a la firma estadounidense de arquitectos Skidmore, Owings y Merril.
Originalmente incluía la construcción de una carretera circular que serviría de acceso a todos los edificios, una zona central despejada de tránsito vehicular, así como varias fuentes y jardines. El palacio presidencial se encontraba en el centro del proyecto, y se esperaba que estuviese enmarcado por dos plazas, una al oriente y otra al occidente, con los edificios de los ministerios situados alrededor. Por sus características, el diseño recordaba los trazados de los centros cívicos de algunas ciudades de Europa de los siglos XVIII y XIX.
Su primer nombre fue el Centro Administrativo Oficial (CAO) y su construcción se desarrolló entre 1956 y 1962. Una gran cantidad de las obras propuestas no se desarrolló, en gran medida por razones presupuestales y políticas, de modo que "el proyecto finalmente construido se encuentra a medio camino entre lo proyectado y lo que finalmente se pudo hacer, porque como es costumbre en Colombia, los políticos de la época se apropiaron de los presupuestos".

## Ubicación
El CAN se desarrolló en terrenos de la antigua hacienda El Salitre, ubicada al occidente de la antigua Santa Fe, en un terreno plano situado en plena sabana de Bogotá. En este lugar también se desarrollaron la Universidad Nacional, el parque Simón Bolívar, el parque El Salitre y la Gobernación de Cundinamarca.